# Jakobini polscy

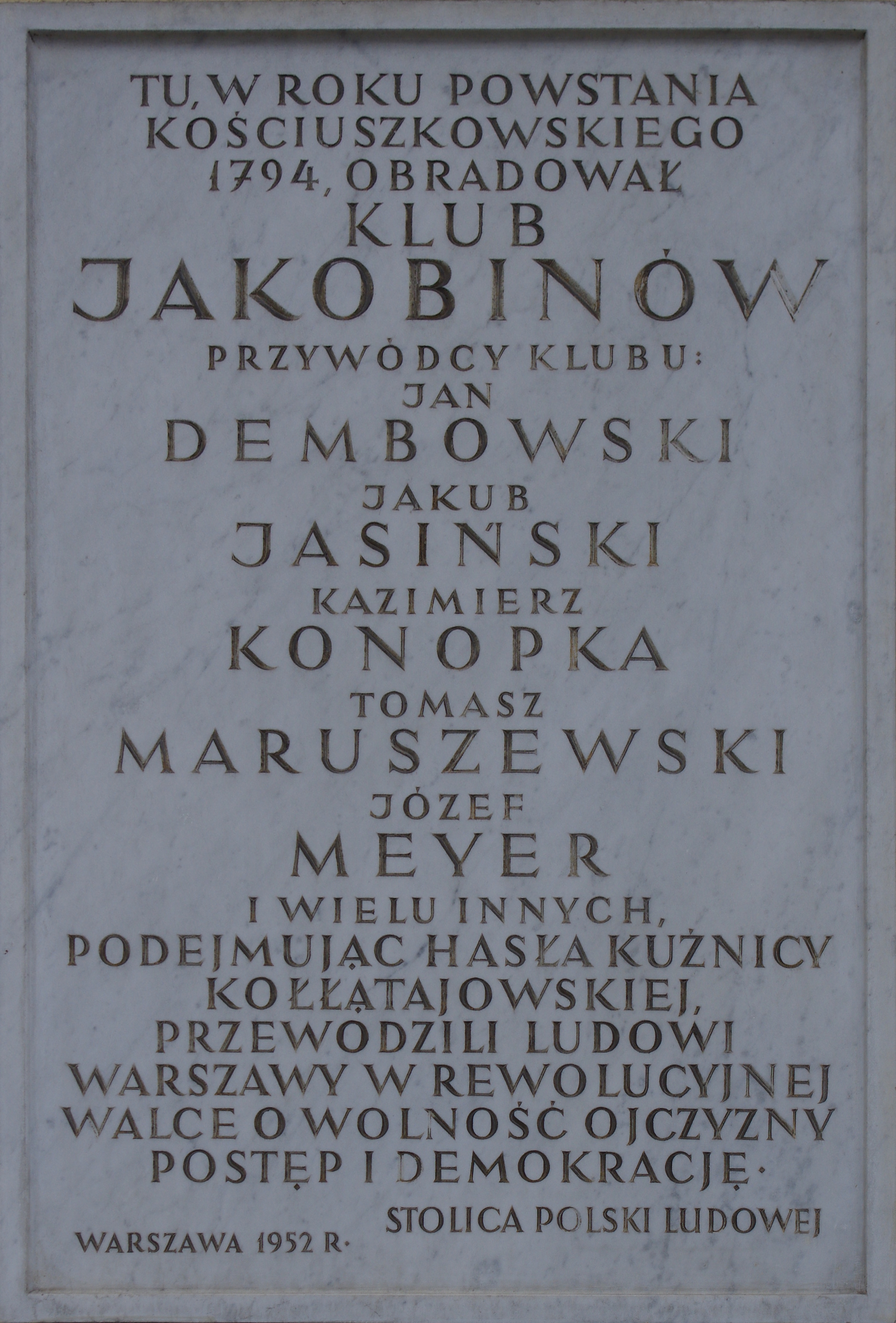
Tablica upamiętniająca jakobinów polskich na pałacu Ministra Skarbu w Warszawie

Jakobini polscy, hugoniści (właściwie Zgromadzenie Obywateli Ofiarujących Pomoc i Posługę Magistraturom Narodowym w celu Dobra Ojczyzny) – nazwa radykalnej grupy zwolenników rewolucyjnych przemian społecznych i ustrojowych w latach 1793–1796, skrzydła Stronnictwa Patriotycznego domagającej się przyznania pełni praw mieszczanom, zniesienia poddaństwa chłopów i likwidacji pańszczyzny a w czasie insurekcji kościuszkowskiej utworzenia republiki i ukarania zdrajców narodu. 
Wywodzili się z Kuźnicy Kołłątajowskiej, więc za swego przywódcę uważali Hugona Kołłątaja. Jakobini polscy to pejoratywna nazwa nadana im przez zwolenników konfederacji targowickiej. Jakobini polscy odegrali znaczną rolę w przygotowaniu i przeprowadzeniu insurekcji warszawskiej (17–18 kwietnia 1794) i insurekcji wileńskiej (22–23 kwietnia 1794) podczas insurekcji kościuszkowskiej. Wzorowali się na jakobinach francuskich. Dążyli do likwidacji monarchii, zniesienia pańszczyzny i poddaństwa chłopów, zrównania stanów, a także ograniczenia przywilejów Kościoła. Przyczynili się do rozruchów w Warszawie 9 maja i 28 czerwca 1794, w wyniku których doszło do samosądów na targowiczanach. Po tych wydarzeniach Tadeusz Kościuszko rozwiązał klub. Reaktywowani pod nazwą Zgromadzenie dla Utrzymania Rewolucji i Aktu Krakowskiego. Po 1798 związani z Towarzystwem Republikanów Polskich i Deputacją Polską. Część z nich zajmowała stanowiska we władzach Księstwa Warszawskiego. Działalność jakobinów na krótko odżyła podczas powstania listopadowego (Towarzystwo Patriotyczne).

## Główni działacze
- Hugo Kołłątaj
- Jakub Jasiński
- Józef Pawlikowski
- Jan Alojzy Orchowski
- Józef Zajączek
- Tomasz Maruszewski
- Józef Neyman
- Józef Kalasanty Szaniawski
- Jan Czyński
- Michał Chomętowski
- Gabriel Taszycki[2].